# S・J・クラークソン
S・J・クラークソン（S. J. Clarkson）は、イギリスのテレビおよび映画監督である。

## キャリア
クラークソンが参加したテレビシリーズには『Doctors』、『Casualty』、『EastEnders』、『Footballers' Wives』、『時空刑事1973 LIFE ON MARS』、アメリカ合衆国の『HEROES』、『Dr.HOUSE』、『デクスター 警察官は殺人鬼』、『メディア王 〜華麗なる一族〜』、『アグリー・ベティ』などがある。2008年にはイギリスのシリーズ『ミストレス 愛人たちの秘密』で共同企画を務めた。
2019年、『ゲーム・オブ・スローンズ』の前日譚番組がHBOより発表され、クラークソンはシリーズの企画に携わるほか、パイロット盤の監督と製作総指揮を務めることとなった。『Bloodmoon』という題で報じられたこの番組は本編シリーズの5000年前を舞台とし、主演はナオミ・ワッツだった。その後番組は2019年後半にHBOで棚上げとされた。
映画ではクラークソンはヘレナ・ボナム＝カーター主演の『トースト 〜幸せになるためのレシピ〜』を監督し、2010年にBBC Oneで放送された。
2024年、クラークソンはマーベル・コミックの同名のキャラクターを基にし、ダコタ・ジョンソンとシドニー・スウィーニーが出演した『マダム・ウェブ』で劇場映画の監督としてデビューした。

## フィルモグラフィ

### 映画
| 年   | 題名                                      | 役割                   | 備考       |
| ---- | ----------------------------------------- | ---------------------- | ---------- |
| 2010 | トースト 〜幸せになるためのレシピ〜 Toast | 監督                   | テレビ映画 |
| 2024 | マダム・ウェブ Madame Web                 | 監督・脚本・製作総指揮 |            |

### テレビシリーズ
| 年        | 題名                                                     | 役割             | 備考                                                                                |
| --------- | -------------------------------------------------------- | ---------------- | ----------------------------------------------------------------------------------- |
| 2001-2004 | Doctors                                                  | 監督             | 計37話担当                                                                          |
| 2002      | A Week in the West End                                   | 監督・製作       |                                                                                     |
| 2003-2005 | Casualty                                                 | 監督             | 計5話担当                                                                           |
| 2004      | EastEnders                                               | 監督             | 計8話担当                                                                           |
| 2005      | Footballers' Wives                                       | 監督             | 計2話担当                                                                           |
| 2005      | Bad Girls                                                | 監督             | 計2話担当                                                                           |
| 2006      | 華麗なるペテン師たち Hustle                              | 監督             | 第3シーズン第5話「王室スキャンダル」 第3シーズン第6話「怪盗ゴースト」               |
| 2006-2007 | 時空刑事1973 LIFE ON MARS Life on Mars                   | 監督             | 計6話担当                                                                           |
| 2008-2010 | ミストレス 愛人たちの秘密 Mistresses                     | 監督             | 計2話担当                                                                           |
| 2008-2010 | ミストレス 愛人たちの秘密 Mistresses                     | 企画             | 計16話担当                                                                          |
| 2009      | ホワイトチャペル 終わりなき殺意 Whitechapel              | 監督             | 計3話担当                                                                           |
| 2009-2010 | HEROES Heroes                                            | 監督             | 計3話担当                                                                           |
| 2009-2011 | デクスター 警察官は殺人鬼 Dexter                         | 監督             | 計3話担当                                                                           |
| 2010      | アグリー・ベティ Ugly Betty                              | 監督             | 第4シーズン第10話「ベティの情熱」                                                   |
| 2011      | Dr.HOUSE House                                           | 監督             | 第7シーズン第14話「不況の波」                                                       |
| 2012      | HUNTED/ハンテッド Hunted                                 | 監督             | 計2話担当                                                                           |
| 2013      | バンシー Banshee                                         | 監督             | 第1シーズン第2話「レイブパーティ」 第1シーズン第5話「キンドレッド団」               |
| 2013      | SMASH Smash                                              | 監督             | 第2シーズン「傷心」                                                                 |
| 2013      | ベイツ・モーテル Bates Motel                             | 監督             | 第1シーズン第7話「9号室の男」                                                       |
| 2013      | ブリッジ 〜国境に潜む闇 The Bridge                       | 監督             | 第1シーズン第12話「自暴自棄」                                                       |
| 2013      | HOSTAGES ホステージ Hostages                             | 監督             | 第8話「背後にある理由」                                                             |
| 2014      | Turn: Washington's Spies                                 | 監督             | 第1シーズン第3話「Of Cabbages and Kings」                                           |
| 2014      | オレンジ・イズ・ニュー・ブラック Orange Is the New Black | 監督             | 第2シーズン第9話「一時出所の憂鬱」                                                  |
| 2015      | DIG/聖都の謎 Dig                                         | 監督             | 第1話「預言」                                                                       |
| 2015      | ジェシカ・ジョーンズ Jessica Jones                       | 監督             | 第1シーズン第1話「AKA レディース・ナイト」 第1シーズン第2話「AKA クラッシュ症候群」 |
| 2015      | ジェシカ・ジョーンズ Jessica Jones                       | 製作総指揮       | 第1シーズン第1話「AKA レディース・ナイト」                                          |
| 2016      | VINYL-ヴァイナル- Sex,Drugs,Rock'n'Roll&NY Vinyl         | 監督             | 第4話「シナーマン」                                                                 |
| 2016      | Love, Nina                                               | 監督・製作総指揮 | ミニシリーズ 全5話担当                                                              |
| 2017      | ザ・ディフェンダーズ The Defenders                       | 監督             | ミニシリーズ 第1話「ヒーローはもうこりごり」 第2話「強烈な右フック」                |
| 2017      | ザ・ディフェンダーズ The Defenders                       | 製作総指揮       | 第1話「ヒーローはもうこりごり」                                                     |
| 2018      | コラテラル 真実の行方 Collateral                         | 監督・製作総指揮 | ミニシリーズ 全4話担当                                                              |
| 2018      | メディア王 〜華麗なる一族〜 Succession                   | 監督             | 第1シーズン第8話「プラハ」                                                          |
| 2021-2022 | メイド・フォー・ラブ Made for Love                       | 製作総指揮       | 計10話担当                                                                          |
| 2022      | ある告発の解剖 Anatomy of a Scandal                      | 監督・製作総指揮 | ミニシリーズ 全6話担当                                                              |